# Richard-Ginori
La Richard-Ginori, rinominata in Ginori 1735 a partire dal 2020, è un'azienda nata l'11 ottobre 1896 dalla fusione della Società Ceramica Richard, di origine lombarda, con la Manifattura di Doccia dal marchese Carlo Ginori fondata nel 1737 nella località di Doccia (Sesto Fiorentino). È famosa in tutto il mondo per la porcellana, la cui produzione è ancora localizzata a Sesto Fiorentino.
La Richard-Ginori, ufficialmente fallita nel gennaio 2013, è stata acquistata nel maggio 2013 dal gruppo Gucci, a sua volta controllato dalla società francese Kering.

## Storia
La storia della Richard-Ginori ha origini antiche e coinvolge diverse manifatture e fabbricazioni italiane anche di origine settecentesca, poi inglobate, in particolare le già citate Società Ceramica Richard, la Manifattura di Doccia del marchese Ginori e la Manifattura Palme.

### Storia della Società Ceramica Richard

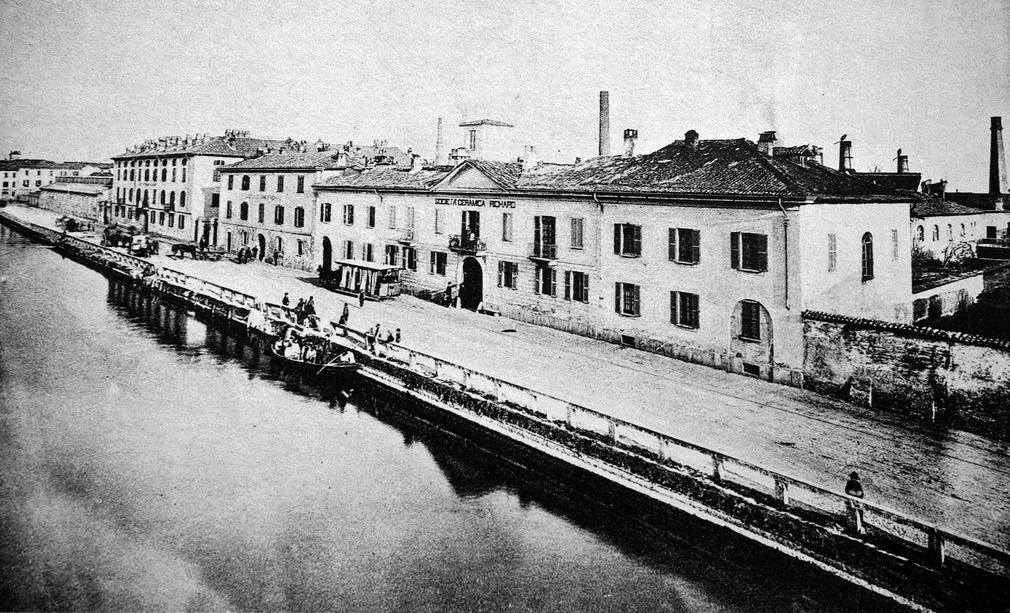
Lo stabilimento della Società Ceramica Richard lungo il Naviglio Grande, a S. Cristoforo, prima della fusione

Antesignana della Società Ceramica Richard è la Società per la fabbricazione delle porcellane lombarde fondata nel 1830 dalla ditta Gindrand, ceduta poi nel 1833 al Nobile Luigi Tinelli che costruì lo stabilimento di San Cristoforo sul Naviglio Grande, importante via commerciale per le produzioni industriali.
Giulio Richard, (da non confondere con l'omonimo avvocato deputato della XXIII legislatura del Regno d'Italia) piemontese di origine svizzera (di Nyon) rileva da Tinelli la fabbrica il 23 maggio 1842, ha grandi idee per la piccola produzione, e così dai forni dello stabilimento cominciarono a uscire non solo manufatti pregiati, destinati ai più ricchi, ma anche vasellame e terraglie per uso quotidiano.
Ottenendo ottimi riscontri e vendite, Richard fonda il 23 febbraio 1873 la Società Ceramica Richard con sede in Milano e con stabilimenti a San Cristoforo, Palosco e Sovere (questi ultimi due saranno poi abbandonati).
La società fu quotata alla Borsa di Milano nel 1877.

### Acquisizione Manifattura Palme (1887)
I Pallme (il cognome originale fu scritto con due elle fino al XIX secolo) erano mercanti originari di Parchen, un villaggio della Repubblica Ceca situato nel distretto del cristallo boemo (Steinschoenau, Parchen, Haida), si stabilirono in Toscana dopo il Congresso di Vienna (1815), prima a Livorno (circa 1820) e poi a Pisa, per darsi all'industria.
I documenti ricordano i primi acquisti di immobili a Pisa nella Via S. Marta, fatti nel 1837, e nel 1841 a S. Michele fuor delle mura, lungo l'Arno, all'estremità della passeggiata delle Piagge. Sembra che esercitassero la fabbricazione sia delle terraglie sia della vetreria, ma quest'ultima fu presto dismessa.
L'11 dicembre 1887 la Società Ceramica Richard acquista con Rogito Fontani lo Stabilimento della Manifattura Palme per ingrandire la propria produzione; la scelta fu dettata dalla ferma intenzione di espandersi attraverso la vicinanza al mare per favorire i trasferimenti, la sua localizzazione nel cuore d'Italia che permetteva di espandere il commercio a livello nazionale e il completamento della gamma di produzione; inoltre vanno ricordati l'esistenza in loco di combustibile vegetale e il minor costo del minerale, le quote di esportazione consolidate della Manifattura Palme, ecc.

### Nascita della Richard-Ginori (1896)
L'11 ottobre 1896 la Società Ceramica Richard si fonde con la Porcellana Ginori a Doccia, nata nel 1735: unisce alla sua attività lo stabilimento di Doccia e i sei negozi di Firenze, Bologna, Torino, Roma e Napoli. Nasce la famosa ditta di ceramiche Richard-Ginori.

Proprio nello stesso anno della fusione realizza un servizio commemorativo per conto della Casa Ricordi, subito dopo la prima rappresentazione assoluta de La bohème di Puccini, avvenuta nel febbraio 1896.
L'ingresso dei Richard a Doccia introduce moltissime innovazioni meccaniche nei laboratori e potenzia la decalcomania litografica per ridurre le forti spese della decorazione a mano. Vengono costruiti nuovi forni, nuovi fabbricati e viene ampliata la produzione degli isolatori elettrici per far fronte alla crescente richiesta del mercato italiano. La società viene quotata alla Borsa valori di Milano dove rimase nel listino per quasi un secolo.
Nel 1897 acquista lo stabilimento ceramico per terraglia del Cav. Felice Musso di Mondovì e nel 1900 quello di Vado Ligure dove si produce grés.
Nel periodo 1923-1930 Gio Ponti lavora come direttore artistico presso la Manifattura Ceramica Richard-Ginori, rinnovandone la gamma di prodotti.

Nel 1965 avviene la sua fusione con la Società Ceramica Italiana (S.C.I.) di Laveno Mombello.

### Novecento e anni Duemila

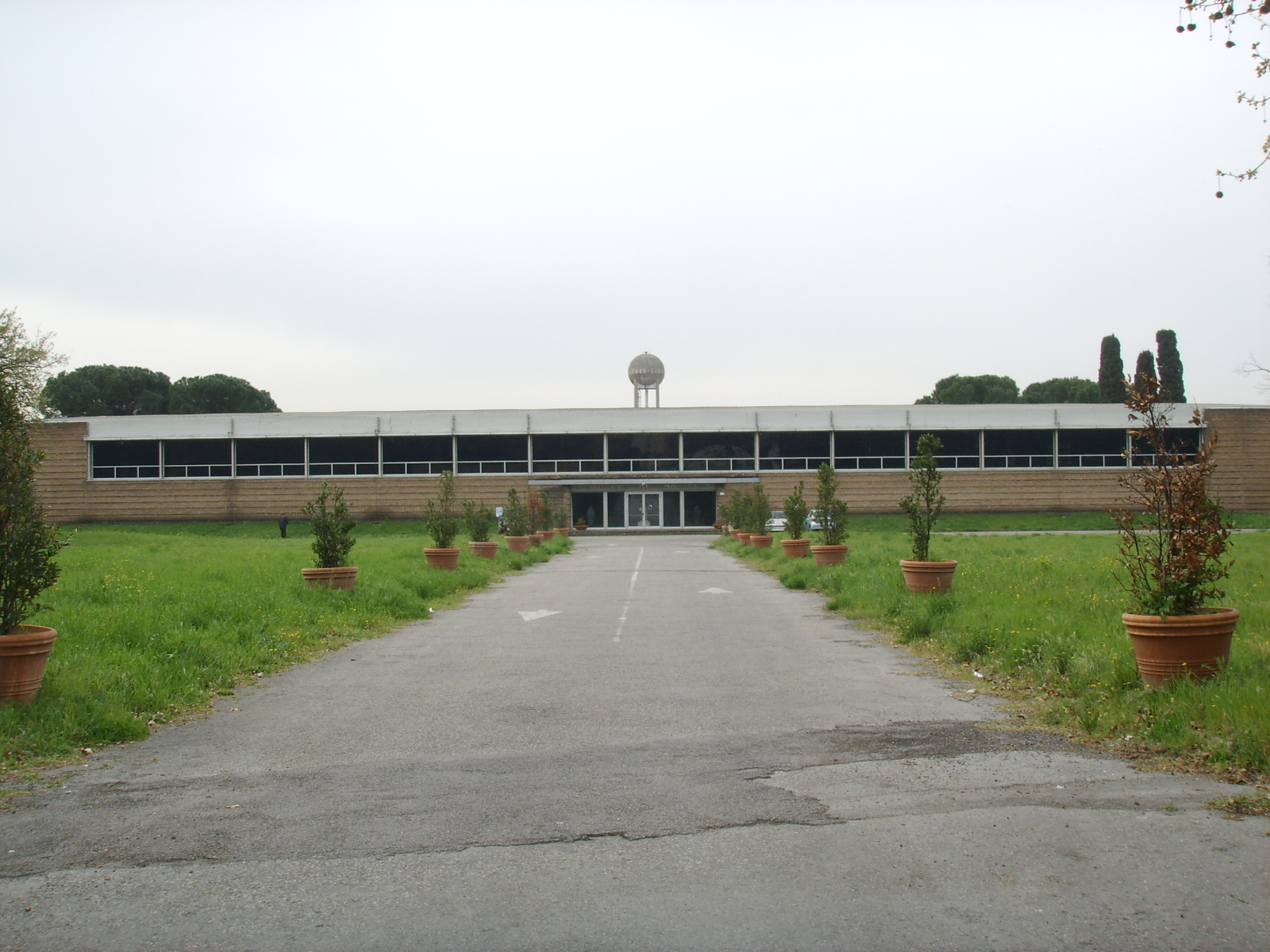
Il Museo della Porcellana di Doccia, presso la Richard Ginori

Nel 1970 diventa una controllata della Finanziaria Sviluppo di Michele Sindona. Nel 1973 Sindona cede la Richard Ginori alla Liquigas di Raffaele Ursini.
Nel 1975 la Pozzi e la Società Ceramica Italiana Richard-Ginori si fondono per dare vita a un'unica grande struttura: la Pozzi-Ginori.
Nel 1977 Ursini la trasferisce al gruppo assicurativo SAI (Società Assicuratrice Industriale), di cui è titolare, e verrà sostituito poco dopo da Salvatore Ligresti.
Nel 1993 i destini della Pozzi-Ginori separano nuovamente i due gruppi, la parte di arredobagno è acquistata dalla Sanitec Corporation, gruppo multimarca leader del settore, mentre la Manifattura Richard Ginori viene rilevata nel 1998 da Pagnossin, primo gruppo italiano per importanza nel settore dei servizi da tavola, con a capo il presidente Carlo Rinaldini e A.D. ing. Domenico Dal Bo'.
Nel 2006 entra nella proprietà di Richard Ginori il gruppo emiliano di Bormioli Rocco & Figli e, a fianco di un'ipotizzata costruzione di un nuovo stabilimento di produzione, si propone una trasformazione del prodotto in modo tale da poter portare il marchio Ginori, uno dei più antichi del brevetto italiano, nelle catene della grande distribuzione. Molto del materiale commercializzato dall'ingresso di Pagnossin non è più prodotto nella fabbrica sestese ma proviene da industrie non italiane: scelta giustificata dalla necessità di ridurre i costi di produzione.
La presenza del gruppo Bormioli cessa nel dicembre dello stesso anno mentre la Richard Ginori affronta situazione debitoria preoccupante e al suo vertice arriva l'immobiliarista Luca Sarreri, presidente anche della controllante Pagnossin. In quel periodo si ipotizzò una dismissione dello stabilimento storico sestese a fronte di alcune prospettive immobiliari per l'area.
Nell'ottobre del 2007 la Richard Ginori viene nuovamente ceduta e rilevata dalla Starfin di Roberto Villa.
Nel marzo 2009, dopo 3 anni, il titolo della società ritorna a essere quotato in borsa, trainato dalla possibilità di edificare, per un valore di almeno 30 milioni di euro, edifici a scopo residenziale nell'area occupata dalla manifattura di Sesto Fiorentino, ma nel maggio 2012, vista la pesante situazione finanziaria con debiti oltre i quaranta milioni di euro, la fabbrica di Sesto Fiorentino viene posta in liquidazione volontaria e viene nominato un collegio di liquidatori con il compito, attraverso la vendita dell'azienda e la richiesta di un concordato preventivo, di evitare il fallimento, tra cui la richiesta a norma di legge e presentata presso il Tribunale di Firenze, di autorizzazione per procedere al compimento di atti urgenti di straordinaria amministrazione, in particolare la vendita dell'azienda, ed è stato prodotto un regolamento in base al quale i soggetti interessati potevano far giungere le proprie offerte vincolanti.
Dal primo agosto 2012 l'attività è stata sospesa e i 330 lavoratori posti in cassa integrazione straordinaria. In data 9 ottobre 2012 la Richard Ginori ha depositato presso il tribunale di Firenze istanza di fallimento.
Il 14 novembre 2012 il Collegio dei Liquidatori, dopo l'apertura delle buste contenenti le offerte di due soggetti interessati: Arcturus S.p.A. (Sambonet) e l'offerta integrata delle soc. Lenox Corporation e Apulum S.A., hanno deliberato di individuare in quest'ultima proposta quella più conveniente, ritenendola più vantaggiosa sia sotto l'aspetto economico sia sotto l'aspetto sociale.
Nonostante ciò, il 7 gennaio 2013, i giudici del tribunale di Firenze chiamati a pronunciarsi sull'ammissibilità o meno dell'azienda al concordato preventivo, hanno dichiarato il fallimento della Richard Ginori e nominato Andrea Spignoli quale curatore.

### Acquisizione da parte di Gucci
L’unica proposta di acquisto è arrivata dalla società di articoli di lusso Gucci (gruppo Kering) con un’offerta da 13 milioni di euro al tribunale di Firenze. L'investimento di Gucci comprende il marchio Richard Ginori e la fabbrica di Sesto Fiorentino (Firenze), ma non la proprietà immobiliare del terreno della maxi area industriale da 130 000 metri quadrati, la cui acquisizione si concretizzerà dopo lunghe trattative solo nell’agosto 2018.
Gucci riapre lo stabilimento il 5 giugno 2013 con il ritorno dei dipendenti. Nel 2016 l'azienda ha concordato con il sindacato una riduzione del personale di 200 persone nel 2019.
Nel settembre 2020 l'azienda cambia nome e logo: rimane "Ginori", come era all'inizio della sua storia, ed è abbandonato il nome "Richard".

## Museo Richard-Ginori
Di rilevanza storica e artistica è il Museo Richard-Ginori della Manifattura di Doccia, adiacente allo stabilimento, che raccoglie la produzione della manifattura dalla sua fondazione. Nel 2017 il museo è stato acquistato dallo Stato, Polo regionale della Toscana.